# St. Leonhard (Dinkelsbühl)

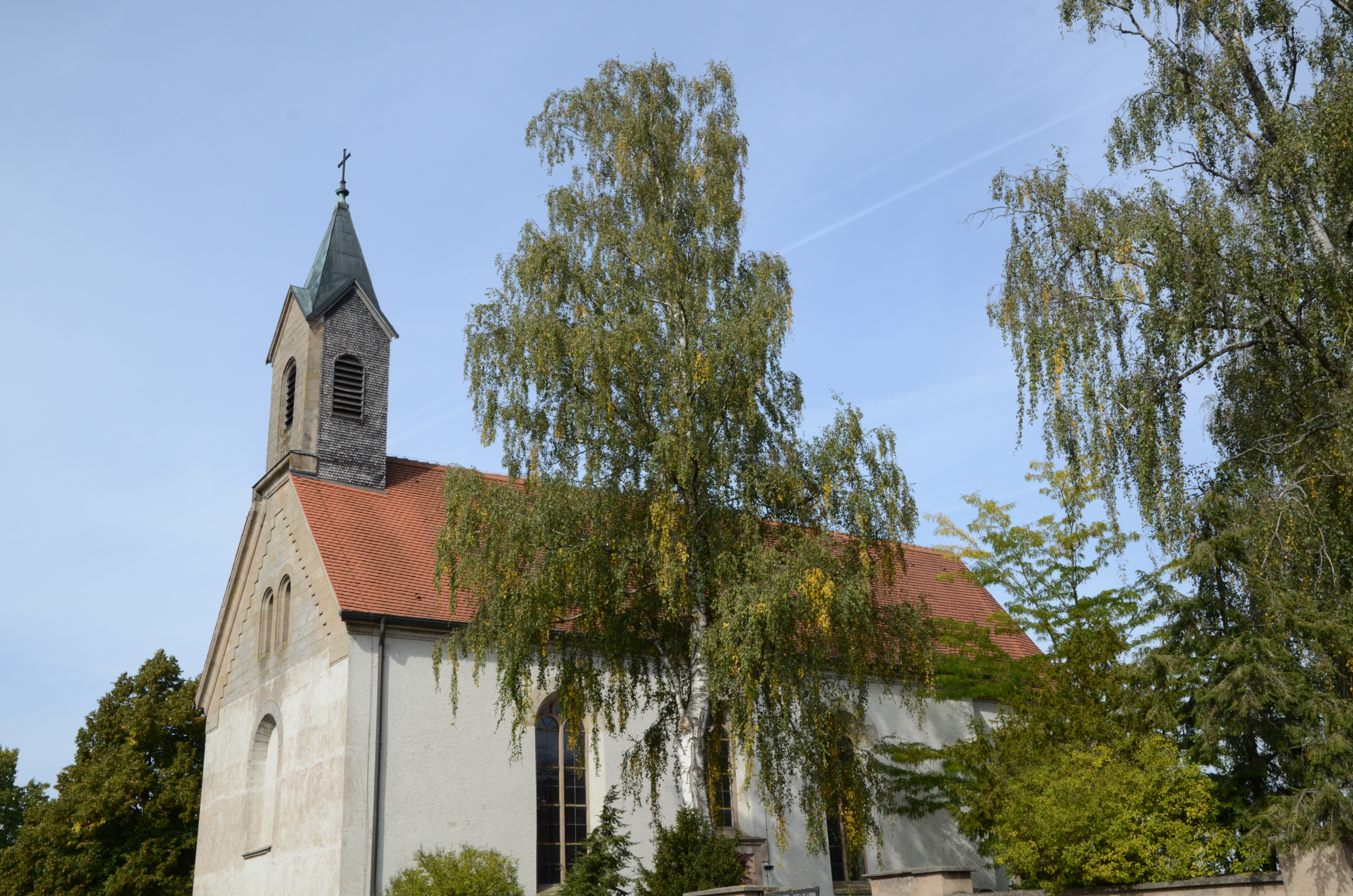
Friedhofskirche St. Leonhard in Dinkelsbühl

Die Simultan-Friedhofskirche St. Leonhard steht in der Großen Kreisstadt Dinkelsbühl im Landkreis Ansbach in Mittelfranken.

## Geschichte
Die Kirche St. Leonhard entstand 1844 als Wiederaufbau einer im 12./13. Jahrhundert errichteten Kapelle, die im Dreißigjährigen Krieg zerstört worden war.

## Orgel
Die Orgel mit neun Registern, verteilt auf zwei Manuale und Pedal, stammt vom englischen Orgelbauer Alfred Kirkland. Die Register- und Tontraktur ist mechanisch. 2018 wurde die Orgel restauriert und durch die Firma Orgelbau Kutter von England nach Dinkelsbühl umgesetzt. Die Disposition lautet wie folgt:
| I Great C–g3 |    |
| Diapason     | 8′ |
| Clarabella   | 8′ |
| Dulciana     | 8′ |
| Oktave       | 4′ |

| II Swell C–g3   |    |
| Geigenprincipal | 8′ |
| Lieblichgedackt | 8′ |
| Gamba           | 8′ |
| Gemshorn        | 4′ |
| Tremulant       |    |

| Pedal C–f1 |     |
| Bourdun    | 16′ |

- Koppeln: II/I, I/P, II/P

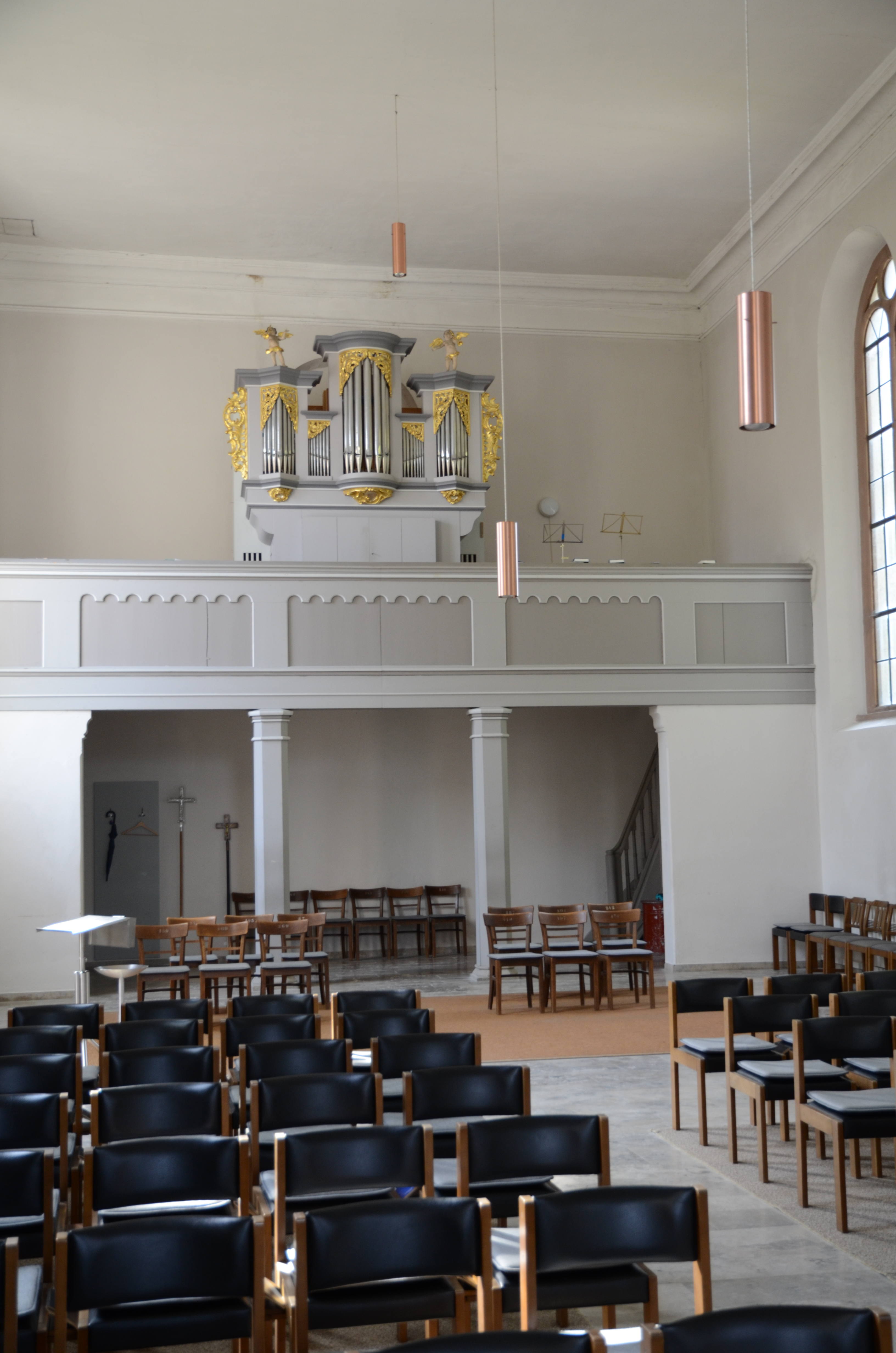
Vorgängerorgel

- Kombinationstritte: Great: Piano, Forte; Swell: Piano, Forte